# Single numer jeden w roku 2004 (Japonia)
Notowanie Weekly Singles Chart (jap. 週間シングルチャート Shūkan Shinguru Chāto) przedstawia najlepiej sprzedające się single w Japonii. Publikowane jest ono przez magazyn Oricon Style, a dane kompletowane są przez Oricon w oparciu o cotygodniowe wyniki sprzedaży fizycznej singli. Poniżej znajdują się tabele prezentujące najpopularniejsze single w danych tygodniach w roku 2004.

## Oricon Weekly Singles Chart
| Data            | Singel | Wykonawca                  | Źródło |
| --------------- | --- | -------------------------- | ------ |
| 5 stycznia      | wstrzymanie publikacji                                                                                     | wstrzymanie publikacji     | [ 1 ]  |
| 12 stycznia     | „Sekai ni hitotsu dake no hana (Single Version)” (jap. 世界に一つだけの花（シングル・ヴァージョン）)       | SMAP                       | [ 1 ]  |
| 19 stycznia     | |                            | [ 1 ]  |
| 26 stycznia     | „Ne, ganbaru yo.” (jap. ね、がんばるよ。)                                                                  | KinKi Kids                 | [ 1 ]  |
| 2 lutego        | „Stargazer” (jap. スターゲイザー)                                                                          | Spitz                      | [ 1 ]  |
| 9 lutego        | „Toki no shizuku” (jap. 時の雫)                                                                            | Glay                       | [ 1 ]  |
| 16 lutego       | „READY STEADY GO”                                                                                          | L’Arc-en-Ciel              | [ 1 ]  |
| 23 lutego       | „One Day, One Dream”                                                                                       | Tacky & Tsubasa            | [ 1 ]  |
| 1 marca         | „PIKA★★NCHI DOUBLE”                                                                                        | Arashi                     | [ 1 ]  |
| 8 marca         | „Michishirube ~a road home~” (jap. ミチシルベ〜a road home〜)                                              | Orange Range               | [ 1 ]  |
| 15 marca        | „Hitomi no jūnin” (jap. 瞳の住人)                                                                          | L’Arc~en~Ciel              | [ 1 ]  |
| 22 marca        | „Wonderful Life”                                                                                           | &G                         | [ 1 ]  |
| 29 marca        | „Subete ga boku no chikara ni naru” (jap. 全てが僕の力になる!)                                             | Kuzu                       | [ 1 ]  |
| 5 kwietnia      | „Arigatō no uta” (jap. ありがとうのうた)                                                                   | V6                         | [ 1 ]  |
| 12 kwietnia     | „Moments”                                                                                                  | Ayumi Hamasaki             | [ 1 ]  |
| 19 kwietnia     | „Moments”                                                                                                  | Ayumi Hamasaki             | [ 1 ]  |
| 26 kwietnia     | „Aya ~Aja~” (jap. 彩 〜Aja〜)                                                                              | Southen All Stars          | [ 1 ]  |
| 3 maja          | „Dareka no negai ga kanau koro” (jap. 誰かの願いが叶うころ)                                                | Hikaru Utada               | [ 1 ]  |
| 10 maja         | „Dareka no negai ga kanau koro” (jap. 誰かの願いが叶うころ)                                                | Hikaru Utada               | [ 1 ]  |
| 17 maja         | „BANZAI”                                                                                                   | B’z                        | [ 1 ]  |
| 24 maja         | „Kibō ~Yell~” (jap. 希望〜Yell〜)                                                                          | NEWS                       | [ 1 ]  |
| 31 maja         | „Tenshi no wakemae/Peak hateshinaku Soul kagirinaku” (jap. 天使のわけまえ/ピーク果てしなく ソウル限りなく) | Glay                       | [ 1 ]  |
| 7 czerwca       | „Sign” | Mr. Children               | [ 1 ]  |
| 14 czerwca      | „Jiyū heno shōtai” (jap. 自由への招待)                                                                     | L’Arc~en~Ciel              | [ 1 ]  |
| 21 czerwca      | „WAVER” | Tsuyoshi Dōmoto            | [ 1 ]  |
| 28 czerwca      | „Locolotion” (jap. ロコローション)                                                                         | Orange Range               | [ 1 ]  |
| 5 lipca         | „Locolotion” (jap. ロコローション)                                                                         | Orange Range               | [ 1 ]  |
| 12 lipca        | „real world”                                                                                               | Exile                      | [ 1 ]  |
| 19 lipca        | „Only Lonely Glory” (jap. オンリー ロンリー グローリー)                                                    | Bump of Chicken            | [ 1 ]  |
| 26 lipca        | „Wonderland”                                                                                               | Kōshi Inaba                | [ 1 ]  |
| 2 sierpnia      | „Kimi koso Star da/Yume ni kieta Julia” (jap. 君こそスターだ/夢に消えたジュリア)                           | Southern All Stars         | [ 1 ]  |
| 9 sierpnia      | „INSPIRE”                                                                                                  | Ayumi Hamasaki             | [ 1 ]  |
| 16 sierpnia     | „Blue Jean”                                                                                                | Glay                       | [ 1 ]  |
| 23 sierpnia     | „Akaku moyuru taiyō” (jap. 紅く燃ゆる太陽)                                                                 | NEWS                       | [ 1 ]  |
| 30 sierpnia     | „Hitomi no naka no Galaxy/Hero” (jap. 瞳の中のGalaxy/Hero)                                                 | Arashi                     | [ 1 ]  |
| 6 września      | „Chest” (jap. チェスト)                                                                                    | Orange Range               | [ 1 ]  |
| 13 września     | „ARIGATO”                                                                                                  | B’z                        | [ 1 ]  |
| 20 września     | „Mickey” (jap. 世界)                                                                                       | Gorie with Jasmine & Joann | [ 1 ]  |
| 27 września     | „Mickey” (jap. 世界)                                                                                       | Gorie with Jasmine & Joann | [ 1 ]  |
| 4 października  | „Naniwa iroha bushi” (jap. 浪花いろは節)                                                                   | Kanjani ∞                  | [ 1 ]  |
| 11 października | „CAROLS”                                                                                                   | Ayumi Hamasaki             | [ 1 ]  |
| 18 października | „Omoi ga kasanaru sono mae ni...” (jap. 思いがかさなるその前に…)                                           | Ken Hirai                  | [ 1 ]  |
| 25 października | „Omoi ga kasanaru sono mae ni...” (jap. 思いがかさなるその前に…)                                           | Ken Hirai                  | [ 1 ]  |
| 1 listopada     | „Hana” (jap. 花)                                                                                           | Orange Range               | [ 1 ]  |
| 8 listopada     | „Hana” (jap. 花)                                                                                           | Orange Range               | [ 1 ]  |
| 15 listopada    | „ignited” (jap. ignited -イグナイテッド-)                                                                  | T.M.Revolution             | [ 1 ]  |
| 22 listopada    | „Hana” | Orange Range               | [ 1 ]  |
| 29 listopada    | „Hana” | Orange Range               | [ 1 ]  |
| 6 grudnia       | „Ai to yokubō no hibi” (jap. 愛と欲望の日々)                                                               | Southern All Stars         | [ 1 ]  |
| 13 grudnia      | „Naitari shinaide/RED×BLUE” (jap. 泣いたりしないで/RED×BLUE)                                               | Masaharu Fukuyama          | [ 1 ]  |
| 20 grudnia      | „White Road” (jap. ホワイトロード)                                                                         | Glay                       | [ 1 ]  |
| 27 grudnia      | „Koibumi/good night” (jap. 恋文/good night)                                                                | Every Little Thing         | [ 1 ]  |